# Benthoctopus leioderma
Benthoctopus leioderma är en bläckfiskart som först beskrevs av Berry 1911.  Benthoctopus leioderma ingår i släktet Benthoctopus och familjen Octopodidae. Inga underarter finns listade i Catalogue of Life.

## Bildgalleri

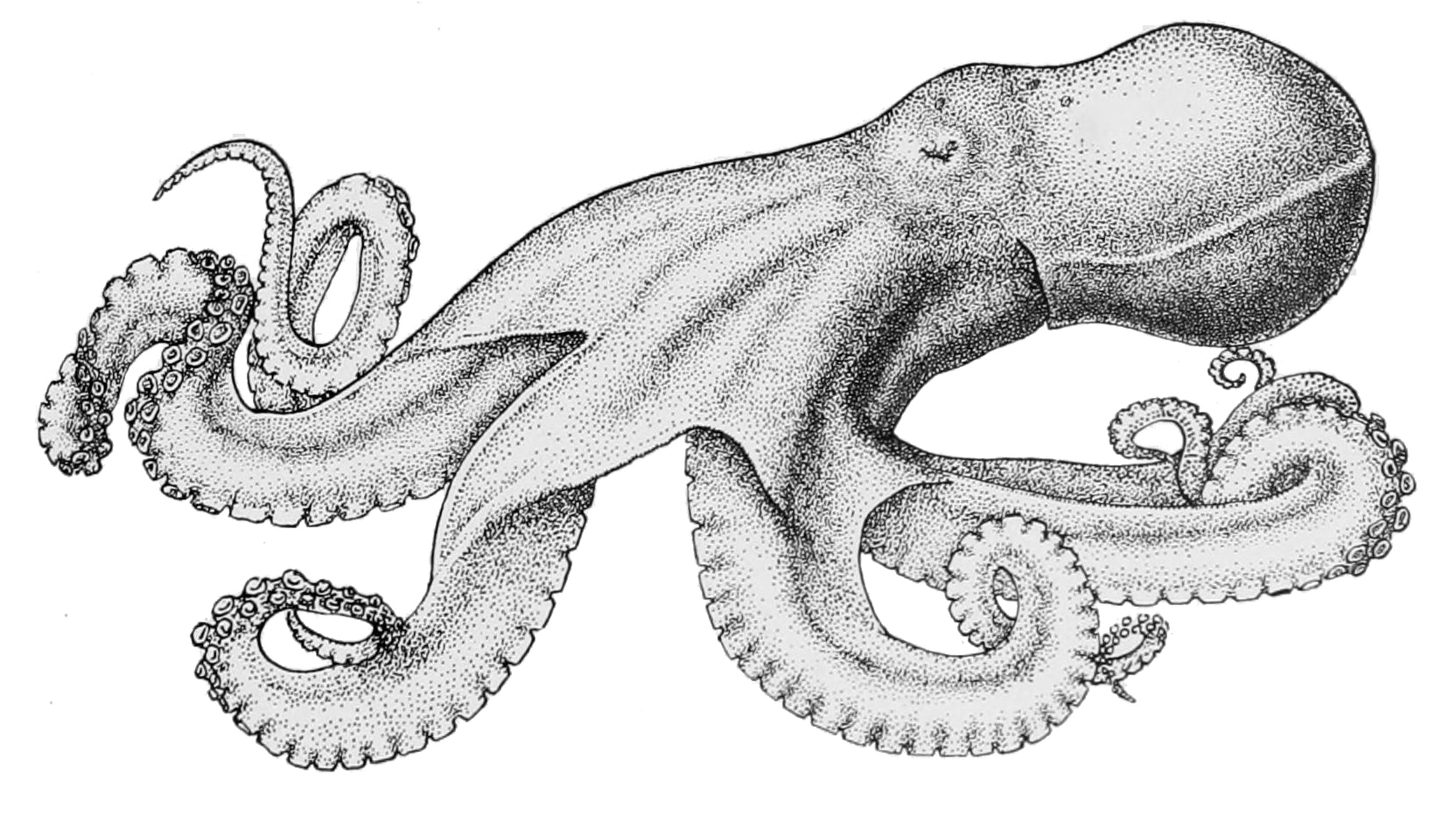